# Universidad Jaime I

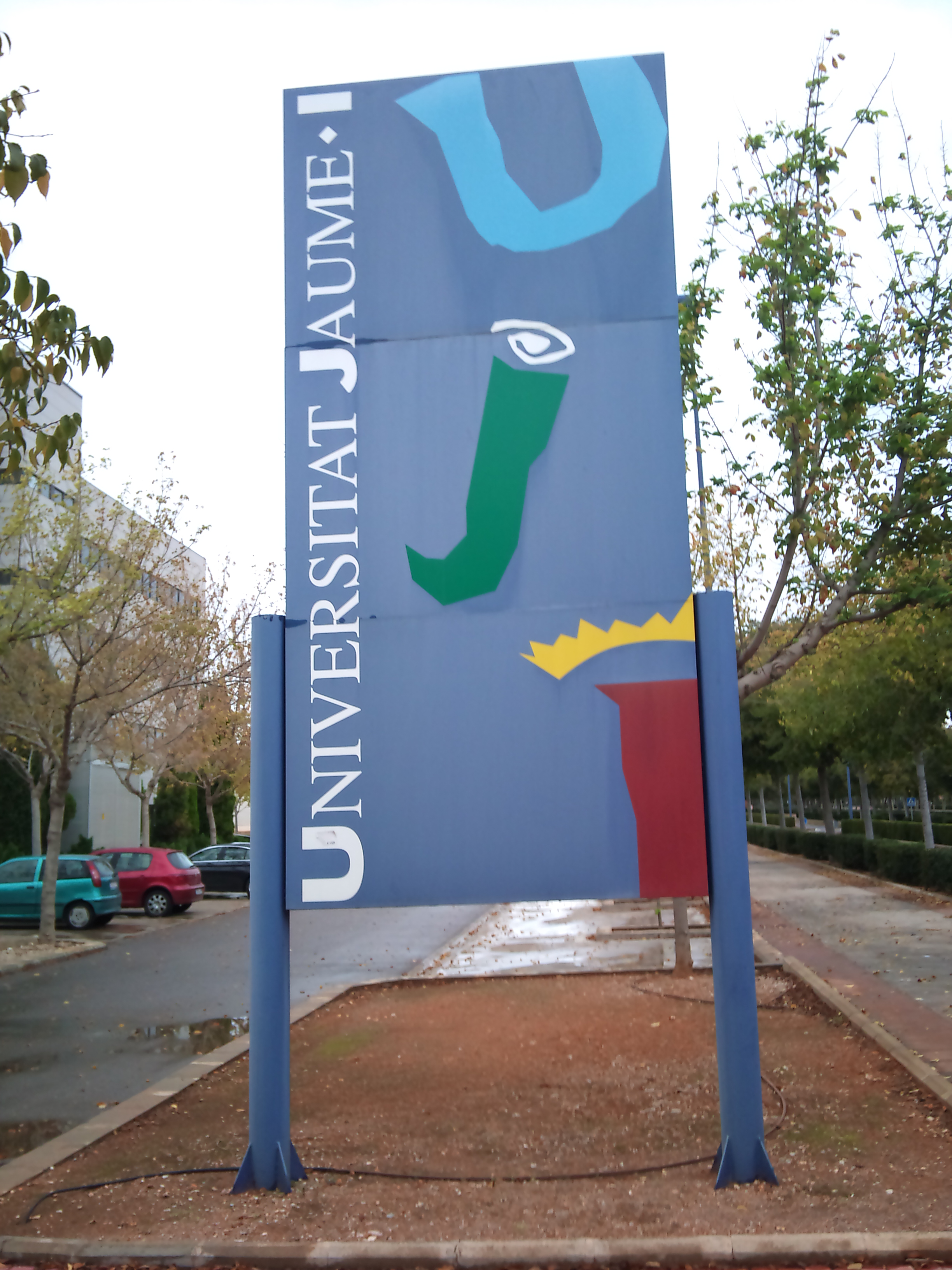
Entrada a la UJI

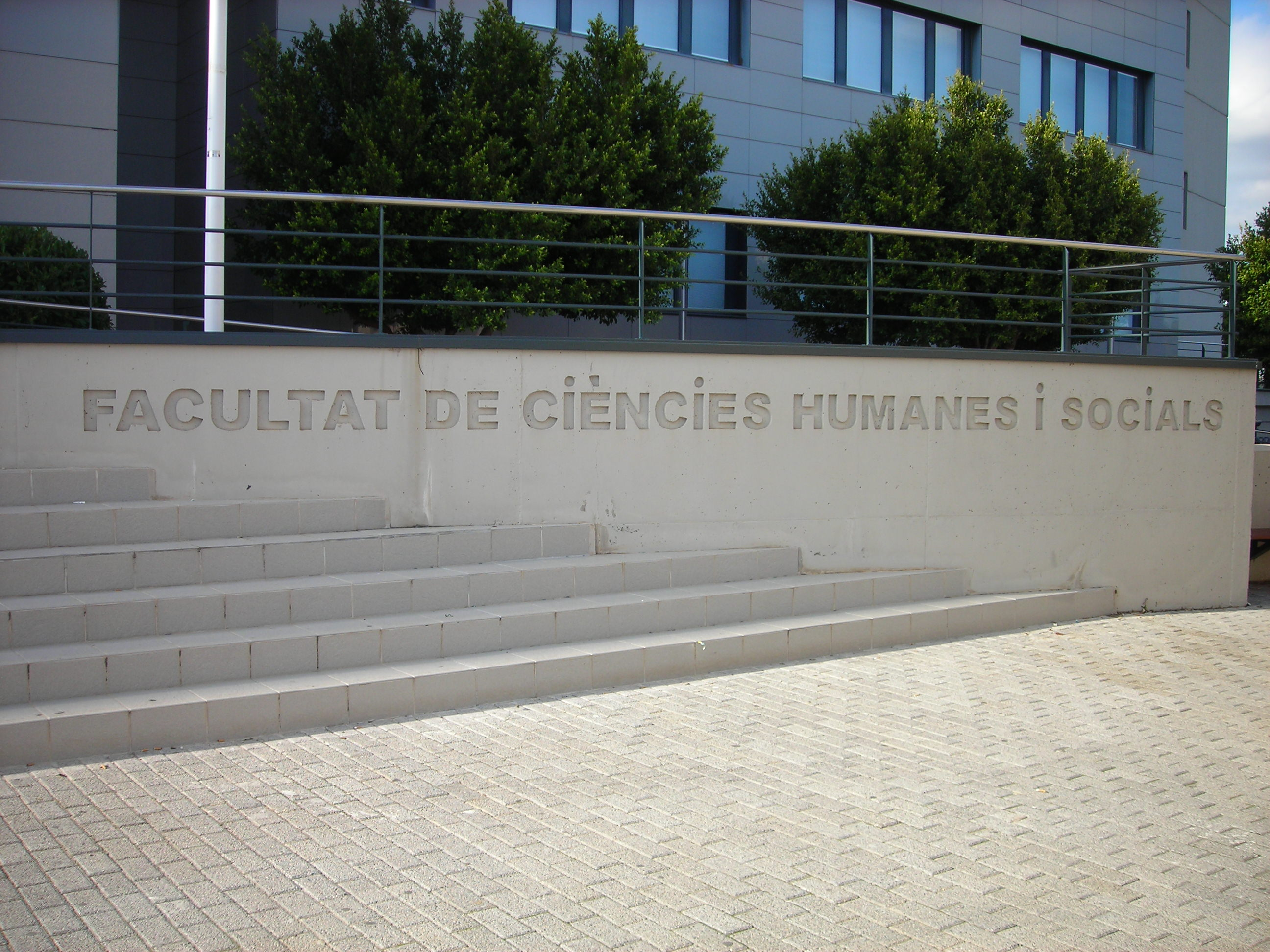
Facultad de Ciencias Humanas y Sociales de la UJI

La Universidad Jaime I (en valenciano, Universitat Jaume I), también referenciada por sus siglas UJI, es una universidad pública de enseñanza superior e investigación ubicada en la ciudad de Castellón de la Plana. Fue fundada en el año 1991. Su nombre se debe al rey Jaime I el Conquistador.
La Universidad Jaime I es pionera en la utilización de las nuevas tecnologías de la información, fue la primera institución española en tener un servidor web público y la primera universidad en disponer de un Centro de Educación y Nuevas Tecnologías (CENT) que tiene como misión la investigación y asesoramiento en la aplicación de las nuevas tecnologías para la mejora de la calidad de la docencia. Fue también la primera universidad del país en ofrecer la titulación de Ingeniería Técnica en Diseño Industrial (equivalente al actual Grado en Ingeniería en Diseño Industrial y Desarrollo de Productos). La UJI se ha convertido en una universidad pionera en España en la implantación de la enseñanza multimedia con la instalación, en todas sus aulas, de un equipamiento informático y audiovisual integrado para mejorar el proceso de enseñanza y aprendizaje. 
La Universidad Jaime I se encuentra entre las primeras universidades de España en la obtención de recursos externos para investigación y desarrollo por profesor. La Jaime I promueve la innovación industrial y la I+D con un plan propio dotado con más de 600.000 euros, y ha impulsado la creación de la "Xarxa de Serveis" (Red de Servicios), un conjunto de servicios para la promoción de trabajos científicos y tecnológicos específicos para las empresas de su entorno.
Forma parte de la Red Vives de Universidades (XVU), en la cual forman parte un total de 20 universidades del ámbito geográfico de habla valenciana-catalana. Además, la Universidad Jaime I aloja el Instituto de Tecnología Cerámica (ITC), centro líder mundial en cuanto a investigación orientada a la industria del azulejo, tanto en el desarrollo tecnológico como en la investigación de tendencias sociales a través del Observatorio de Tendencias del Hábitat (OTH).
Además de lo anterior, la Universidad Jaime I es reconocida a nivel internacional por su Máster Universitario Internacional en Estudios de Paz, Conflictos y Desarrollo, el cual fue creado hace casi veinte años y en el que año con año participan alrededor de 40 estudiantes procedentes de una treintena de países distintos. Hasta la fecha han egresado más de mil estudiantes de este Máster, procedentes de más de 100 países. El Máster Universitario Internacional en Estudios de Paz, Conflictos y Desarrollo es organizado por la Universidad Jaime I, la Cátedra UNESCO de Filosofía para la Paz y el Instituto Interuniversitario de Desarrollo Social y Paz (IUDESP), y tiene continuación en el Doctorado en Estudios Internacionales de Paz, Conflictos y Desarrollo, con mención hacia la excelencia para el periodo 2011-2014 del Ministerio de Educación del Gobierno de España.

## Centros docentes
Consta de tres facultades y una escuela que en el curso 2014-2015 ofertaban 31 titulaciones de grado y 45 de máster.
- Facultad de Ciencias Jurídicas y Económicas
- Facultad de Ciencias Humanas y Sociales
- Facultad de Ciencias de la Salud
- Escuela Superior de Tecnología y Ciencias Experimentales

## Estudios no oficiales y actividades
La Universidad Jaime I, además de ofertar grados oficiales, también realiza las siguientes actividades docentes:
- Cursos y seminarios de postgrado no oficiales
- Universidad para Mayores
- Fundación Universidad Jaime I-Empresa (FUE-UJI), donde oferta cursos de postgrado y títulos propios de la universidad